# Poliedro de Schönhardt

El poliedro de Schönhardt

En geometría, el poliedro de Schönhardt es el poliedro no convexo más simple que no puede descomponerse en tetraedros sin agregar nuevos vértices. Lleva el nombre del matemático alemán Erich Schönhardt, quien lo describió en 1928. Los mismos poliedros también se han estudiado en relación con el teorema de rigidez de Cauchy como un ejemplo en el que poliedros con dos formas diferentes tienen caras de la misma forma.

## Construcción
Una forma de construir el poliedro de Schönhardt comienza con un prisma triangular, con dos triángulos equiláteros paralelos como bases. Uno de los triángulos está girado alrededor de la línea central del prisma, rompiendo las caras cuadradas del prisma en pares de triángulos. Si se elige que cada uno de estos pares sea no convexo, el resultado es el poliedro de Schönhardt.

## Propiedades
El poliedro de Schönhardt tiene seis vértices, doce aristas y ocho caras triangulares. Los seis vértices del poliedro de Schönhardt se pueden utilizar para formar quince pares de vértices desordenados. Doce de estos quince pares forman aristas del poliedro: hay seis aristas en las dos caras del triángulo equilátero y seis aristas que conectan los dos triángulos. Los tres bordes restantes forman las diagonales del poliedro, pero se encuentran completamente fuera del poliedro.
La envolvente convexa del poliedro de Schönhardt es otro poliedro con los mismos seis vértices y un conjunto diferente de doce aristas y ocho caras triangulares; y ambos son combinatoriamente equivalentes a un octaedro. La diferencia simétrica del poliedro de Schönhardt consta de tres tetraedros, cada uno de los cuales se encuentra entre una de sus aristas diédricas cóncavas y una de las diagonales exteriores. Por lo tanto, el poliedro de Schönhardt se puede formar eliminando estos tres tetraedros de un octaedro convexo (pero irregular).

### Imposibilidad de triangulación
Es imposible dividir el poliedro de Schönhardt en tetraedros cuyos vértices sean vértices del poliedro. Más claramente, no existe ningún tetraedro que se encuentre completamente dentro del poliedro de Schönhardt y que tenga vértices del poliedro como sus cuatro vértices. Esto se deduce de las dos propiedades siguientes del poliedro de Schönhardt:
- Todo triángulo formado por sus aristas es una de sus caras. Por lo tanto, al no ser un tetraedro en sí, todo tetraedro formado por cuatro de sus vértices debe tener una arista que no comparte con el poliedro de Schönhardt.[3]
- Cada diagonal que conecta dos de sus vértices pero que no es una arista del poliedro de Schönhardt se encuentra fuera del poliedro. Por lo tanto, todo tetraedro que utilice una diagonal como una de sus aristas también debe quedar en parte fuera del poliedro de Schönhardt.[3]

### Poliedrosaltador
En relación con la teoría de los poliedros flexibles, los casos del poliedro de Schönhardt forman un poliedro saltador, es decir, un poliedro que tiene dos estados rígidos diferentes, ambos con las mismas formas de cara y la misma orientación (convexa o cóncava) de cada arista. Se puede hacer que un modelo cuya superficie esté hecha de un material rígido pero algo deformable, como cartulina, salte entre las dos formas. Un modelo sólido no podría cambiar de forma de esta manera. Tampoco podría hacerlo un modelo hecho de un material más rígido como el vidrio: aunque podría existir en cualquiera de las dos formas, sería incapaz de deformarse lo suficiente como para moverse entre ellas. Esto contrasta con teorema de rigidez de Cauchy, según el cual, para cada politopo convexo, no existe ningún otro poliedro que tenga las mismas formas de cara y orientaciones de arista.

## Construcciones relacionadas
Rambau (2005) demostró que el poliedro de Schönhardt se puede generalizar a otros poliedros, combinatoriamente equivalentes a los antiprismas, que no se pueden triangular. Estos poliedros se forman conectando k-gonos regulares en dos planos paralelos, torcidos entre sí, de tal manera que k de las 2k aristas que conectan los dos k-gonos tienen diedros cóncavos. Para ángulos de torsión suficientemente pequeños, el resultado no tiene triangulación. Otro poliedro que no se puede triangular es el icosaedro de Jessen, combinatoriamente equivalente al icosaedro regular.
En una dirección diferente, Bagemihl (1948) construyó un poliedro que comparte con el poliedro de Schönhardt la propiedad de que no tiene diagonales internas. El tetraedro y el poliedro de Császár no tienen diagonal alguna: cada par de vértices de estos poliedros forma una arista. Sigue siendo una cuestión abierta si existen otros poliedros (con límite en una variedad) sin diagonales, aunque existen superficies no múltiples sin diagonales y con un número de vértices mayor que cinco.

## Aplicaciones

El poliedro de Schönhardt se asemeja a la estructura con integridad tensional más simple, con tres miembros sometidos a compresión (verde) y nueve a tracción (rojo).

Ruppert y Seidel (1992) utilizaron el poliedro de Schönhardt como base para una demostración NP-completa mediante la que se determina si un poliedro no convexo puede triangularse. La prueba utiliza muchas copias del poliedro de Schönhardt, sin su cara superior, como subunidad dentro de un poliedro más grande. Cualquier triangulación del poliedro general debe incluir un tetraedro que conecte la cara inferior de cada subunidad con un vértice en el resto del poliedro desde el que pueda verse la cara inferior. El complejo patrón de obstrucciones entre tetraedros de este tipo se puede utilizar para simular componentes lógicos boleanos en una reducción a partir del problema de satisfacibilidad booleana.